# Konstantin Dmitrijewitsch Mitropolski
Konstantin Dmitrijewitsch Mitropolski (russisch Константин Дмитриевич Митропольский, wiss. Transliteration Konstantin Dmitrievič Mitropol’skij; * 1893; † 1983) war ein sowjetischer Bildungswissenschaftler.
Der Hochschullehrer und ehemalige Rektor der Karelischen Staatlichen Pädagogischen Akademie (Карельская государственная педагогическая академия (КГПА)) von 1938 bis 1940 war während des Zweiten Weltkriegs im Volkskommissariat für Bildungswesen tätig. Später war er in Deutschland in der Sowjetischen Besatzungszone von 1945 bis 1949 Leiter des Sektors Allgemeinbildende Schulen der Abteilung Volksbildung der SMAD. Als solcher führte er eine Schulreform nach sowjetischem Muster durch, Kernpunkte waren dabei die achtjährige Einheitsschule, Beseitigung von Standes- und Klassenvorrechten mit Trennung von Kirche und Staat im Schulsystem im Sinne der Sowjetpädagogik. Seine engsten Mitarbeiter dabei waren Sergei Maximowitsch Schabalow und Nikolai Pawlowitsch Stscherbow. Die Abteilung Volksbildungswesen wurde nach Oktober 1949 aufgelöst, Mitropolski verließ am 31. Juli 1950 die DDR.